# Distretto di Ukhrul
Il distretto di Ukhrul è un distretto dello stato del Manipur, in India. Il suo capoluogo è Ukhrul.